# Giro Mediterraneo Rosa
El Giro Mediterraneo Rosa és una competició ciclista italiana femenina que es disputa per etapes a la regió de Calàbria, Itàlia. La cursa forma part del calendari internacional de l'UCI amb una classificació UCI 2.2, a partir de 2024. La primera edició, de nivell amateur, va ser l'any 2023 i la va guanyar l'italiana Carlotta Cipressi.

## Palmarès
| Any  | Vencedora         | Segona              | Tercera        |
| ---- | ----------------- | ------------------- | -------------- |
| 2023 | Carlotta Cipressi | Beatrice Rossato    | Silvia Zanardi |
| 2024 | Iara Gillespie    | Federica Venturelli | Giada Borghesi |
| 2025 |                   |                     |                |